# Estreno de temporada
Un estreno de temporada es el primer episodio de una nueva  temporada de un determinado programa de televisión. Muchos estrenos de temporada son lanzados en el tiempo de caída de índices de audiencia o, para reemplazo de la mitad de temporada ya sea en la primavera o finales del invierno.  

## Características
El estreno de temporada por lo general tiene uno o más de los siguientes características:  
- Resoluciones para Cliffhanger y otros contenidos que debían ser resueltos en el final de la temporada anterior;
- La introducción de nuevas historias. Algunos ejemplos de acciones pueden incluir un personaje con un nuevo trabajo (o perder), un personaje consigue un nuevo amor (o relaciones acabadas existentes y/o entrar en una nueva fase), los niños que entran una nueva escuela, el grupo central de personajes se mueven a un nuevo hogar (o lugar de reunión, etc);
- A menudo, uno o más historias introducen un cambio fundamental en un programa en particular. Un ejemplo es el del programa de Archie Bunker, donde la esposa de Archie, Edith, muere y los episodios posteriores tuvieron que adaptar la vida de Archie como un viudo.
- Episodios One-up con invitados especiales con el fin de atraer a los espectadores. Algunos programas tienen una estrella invitada especial (por ejemplo, Don Drysdale en un primer episodio de la nueva temporada de The Brady Bunch y Jerry Seinfeld en un debut de temporada de 30 Rock);
- La introducción de nuevos personajes;
- En el caso de un programa de concursos, la introducción de nuevas (o modificadas) reglas, nuevos juegos de bonificación, las normas relativas a las primas (como lo que se puede ganar), y/o nuevos modelos.